# Сумиёси, Мияко
Мияко Сумиёси (яп. 住吉 都; англ. Miyako Sumiyoshi; род. 19 марта 1987 года, в Кусиро, префектура Хоккайдо, ум. 20 января 2018 года в Нагано) — японская конькобежка. Участница зимних Олимпийских игр 2014 года.

## Биография
Мияко Сумиёси начала заниматься конькобежным спортом в первый год учёбы в начальной школе города Кусиро, в возрасте 6 лет, наблюдая за своей старшей сестрой, которая училась кататься на коньках. С 2002 года начала выступления в национальном чемпионате Японии. Будучи учеником средней школы Кусиро Хокуё в 2003 году, она участвовала в забеге на 1500 м на 52-м чемпионате средней школы и заняла 8-е место. После поступления в Университет Синсю она трижды подряд побеждала на Всеяпонском студенческом чемпионате с 2006 по 2008 года. 
В 2007 году Мияко участвовала в зимней Универсиаде в Турине и завоевала бронзовую медаль в командной гонке, а на дистанции 1000 м заняла 13-е место. В 2009 году на зимней Универсиаде в Харбине дважды занимала 8-е место на дистанциях 500 м и 1000 м. В декабре 2009 года она заняла 13-е и 18-е места в забегах на 500 и 1000 м и не прошла квалификацию на олимпиаду 2010 года.
С сезона 2011/12 представляла Японию на Кубке мира ISU, а в 2012 году впервые заняла 3-е место на чемпионате Японии на дистанции 500 м.
Сумиёси участвовала впервые на чемпионате мира на отдельных дистанциях в Херенвене, где заняла 12-е место в беге на 500 м. Через год заняла 2-е место в забегах на 500 и 1000 м на Всеяпонском чемпионате и в спринтерском многоборье, а также на чемпионате мира в спринтерском многоборье поднялась на 13-е место.
В олимпийском отборе в 2013 году Сумиёси заняла 4-е место в беге на 500 м и 2-е на 1000 м и квалифицировалась на олимпийский турнир 2014 года. На зимних Олимпийских играх в Сочи она заняла 14-е место на дистанции 500 метров и 22-е на 1000 метров. В декабре заняла 2-е место на дистанции 500 метров на чемпионате Японии. В 2015 году на чемпионате мира в Херенвене заняла 15-е место в забеге на 500 м и 21-е на 1000 м.
В сезоне 2015/16 годов её лучшим успехом стало 4-е место на дистанции 500 м на Всеяпонском чемпионате. В декабре 2017 года на олимпийском отборе она заняла 18-е место на дистанции 500 м и 16-е на 1000 м и не смогла квалифицироваться на олимпиаду 2018 года. 20 января 2018 года Мияко Сумиёси была найдена мёртвой у себя дома в Нагано. Как полагает следствие, это было самоубийство.

## Личная жизнь
Мияко Сумиёси окончила факультет образования Университета Синсю.